# Marek Adam Jaworski

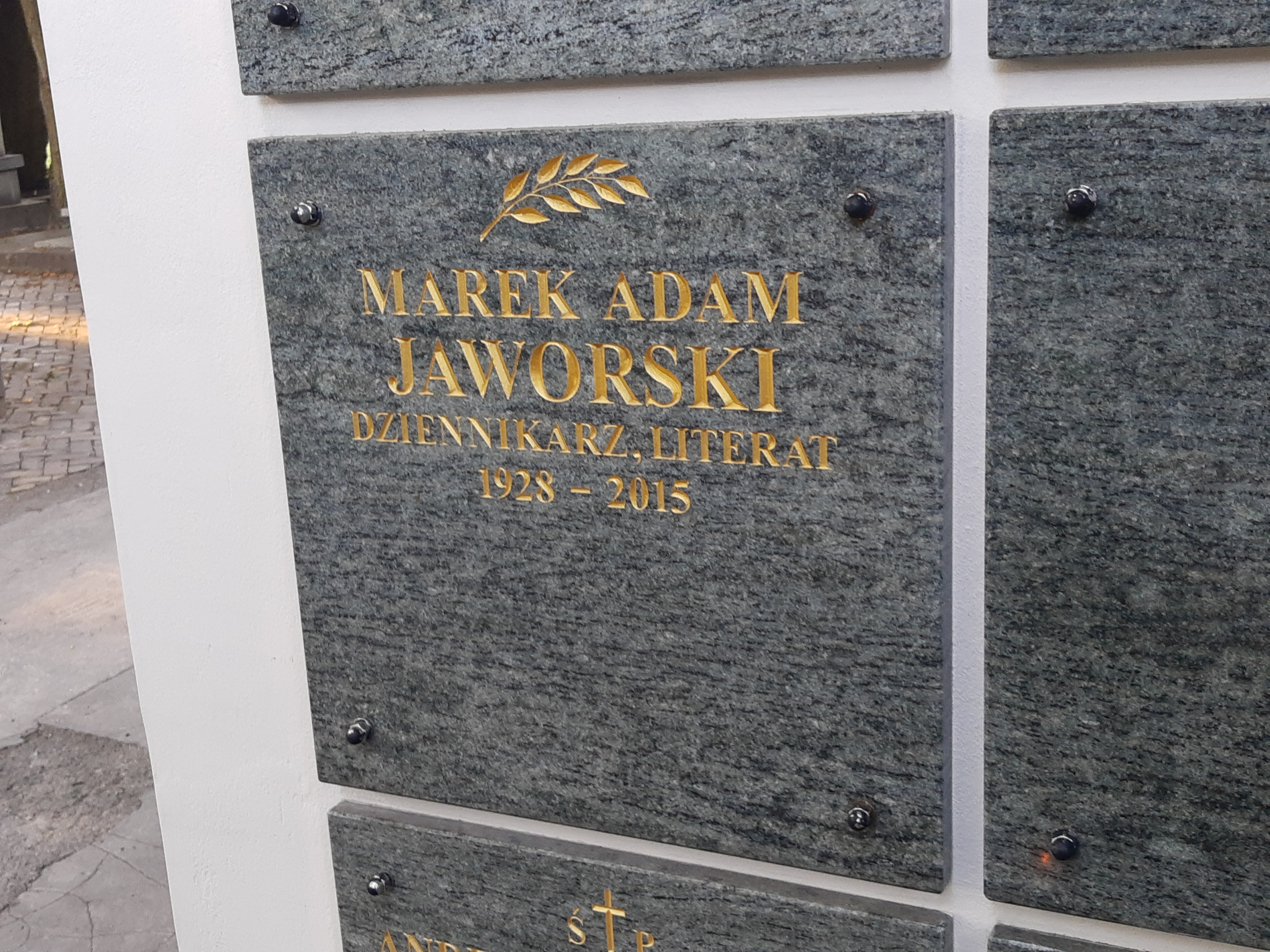
Grób Marka Adama Jaworskiego na cmentarzu przy ul. Lipowej w Lublinie

Marek Adam Jaworski (MAJ) (ur. 5 listopada 1928 w Chełmie, zm. 26 czerwca 2015 w
Lublinie) – polski poeta, publicysta i dziennikarz.

## Życiorys
Był synem redaktora, poety i prozaika Kazimierza Andrzeja Jaworskiego i nauczycielki Antoniny Jaworskiej (z domu Monczakowskiej). Ukończył I Liceum Ogólnokształcące im. Stefana Czarnieckiego w Chełmie oraz Wydział Prawa na KUL-u, a także już w trakcie pracy (1949 rok) Centralną Szkołę Dziennikarską przy KC PZPR w Warszawie.
Pracę zawodową rozpoczął w wieku 19 lat jako student w lubelskim dzienniku – organie Komitetu Wojewódzkiego Polskiej Partii Robotniczej „Sztandar Ludu”, gdzie pracował w latach 1948–1957.
W latach 1957–1965, przeniósł się do Szczecina na stanowisko sekretarza redakcji dziennika „Głosu Szczecińskiego” – organu Komitetu Wojewódzkiego Polskiej Zjednoczonej Partii Robotniczej.
W styczniu 1965 r. przeniósł się do Lublina gdzie do 1989 r. był redaktorem naczelnym dwutygodnika społeczno-kulturalnego „Kamena”. Przez krótki czas pracował również w Dzienniku Lubelskim.
Na emeryturę przeszedł w 1991 r.
Zajmował się publicystyką w tym satyryczną drukując swe prace w wielu pismach, w tym m.in. w Odrodzeniu, Nowinach Literackich, Po Prostu, Odgłosach, Szpilkach, Karuzeli.
Poetycko debiutował w czasopiśmie Światło (1946). W 1959 roku wydał zbiorek poetycki Wisła w Kazimierzu.

Napisał również powieść dla młodzieży Drewniane szable (1980).
Laureat nagród, m.in. Nagrody Wojewódzkiej Rady Narodowej w Lublinie (1970 r.) i ZG RSW Prasa-Książka-Ruch (1983).

Odznaczony m.in. Krzyżem Oficerskim Orderu Odrodzenia Polski i Złotym Gryfem Pomorskim.
Marek Adam Jaworski był również fotografem amatorem, między innymi autorem zdjęć z przebudowy Lublina w roku 1957.
W ostatnich latach życia był pod pseudonimem joannabarska jednym z najaktywniejszych lubelskich internautów.
Pochowany w kolumbarium części komunalnej cmentarza przy ul. Lipowej w Lublinie (kwatera P3AZ-XI-20e).